# Bhavra
Bhavra là một thị xã và là một nagar panchayat của quận Jhabua thuộc bang Madhya Pradesh, Ấn Độ.

## Nhân khẩu
Theo điều tra dân số năm 2001 của Ấn Độ, Bhavra có dân số 9263 người. Phái nam chiếm 51% tổng số dân và phái nữ chiếm 49%. Bhavra có tỷ lệ 54% biết đọc biết viết, thấp hơn tỷ lệ trung bình toàn quốc là 59,5%: tỷ lệ cho phái nam là 62%, và tỷ lệ cho phái nữ là 45%. Tại Bhavra, 19% dân số nhỏ hơn 6 tuổi.